# Rezerwat przyrody Pod Tŕstím
Rezerwat przyrody Pod Tŕstím (słow. Prírodná rezervácia Pod Tŕstím) – rezerwat przyrody w grupie górskiej Wyhorlat we wschodniej Słowacji, w granicach Obszaru Chronionego Krajobrazu Wyhorlat. Powierzchnia 7,4 ha. Na terenie rezerwatu obowiązuje 4. stopień ochrony.

## Położenie
Rezerwat położony jest w katastrze wsi Remetské Hámre w powiecie Sobrance w kraju koszyckim. Leży na wysokości 810–830 m n.p.m., na rozległym wypłaszczeniu wybitnego ramienia, wybiegającego od szczytu Tŕstie (951 m n.p.m.) w głównym grzbiecie Wyhorlatu w kierunku południowo-wschodnim, w kierunku szczytu Lysák (821 m n.p.m.).

## Historia
Rezerwat został powołany rozporządzeniem Ministerstwa Środowiska Republiki Słowackiej nr 83/1993 z dnia 23 marca 1993 r. (z datą obowiązywania od 1 maja 1993 r.). Czwarty stopień ochrony wprowadzony obwieszczeniem Wojewódzkiego Urzędu Środowiska (słow. Krajský úrad životného prostredia) w Koszycach nr 7/2004 z dnia 22 września 2004 r. (z datą obowiązywania od 1 października 2004 r.).

## Charakterystyka
Rezerwat Pod Tŕstím obejmuje jedyną znaną lokalizację obszaru bagienno-torfowiskowego na południowych stokach Wyhorlatu (tj. po południowej stronie grzbietu głównego tych gór), w otoczeniu lasu bukowego. Teren rezerwatu opada nieznacznie, częściowo ku północnemu wschodowi, a częściowo ku południowemu wschodowi, stanowiąc zasobnik wód dla źródlisk Čremošnej (słow. Čremošná) i Hamerskiego Potoku (słow. Hamorský potok), prawobrzeżnych dopływów Okny. Głównym elementem rezerwatu jest obszar bagienny przechodzący w torfowisko, o łącznej powierzchni 1,85 ha. Powstał on na prawie płaskim fragmencie terenu o nieprzepuszczalnym podłożu. Roślinność tworzą zespoły charakterystyczne dla terenów podmokłych i torfowisk przejściowych z licznym udziałem gatunków górskich i wschodniokarpackich. Stanowi obiekt cenny z punktu widzenia naukowego i estetycznego.

## Ochrona
Skrajem rezerwatu przebiega znakowany kolorem czerwonym szlak turystyczny, wiodący z Remetskich Hamrów na sedlo Rozdiel (875 m n.p.m.), a dalej na Sniński Kamień (1006 m n.p.m.). Ze względu jednak na specyficzny charakter terenu (obszary podmokłe) nie jest on narażony na specjalną antropopresję.